# Östen Dahl
Sven Östen Dahl, född 4 november 1945 i Enskede, är en svensk språkvetare och  professor emeritus i allmän språkvetenskap (lingvistik) vid Stockholms universitet.
Dahl gjorde värnplikten vid Tolkskolan. År 2003 promoverades Östen Dahl till hedersdoktor vid Helsingfors universitet. Han tilldelades 2007 av Vitterhetsakademien Ann-Kersti och Carl-Hakon Svensons pris för humanistisk och samhällsvetenskaplig forskning "för hans framstående forskning inom allmänlingvistik". År 2017 erhöll han Svenska Akademiens språkforskarpris. Dahl är ledamot av Kungliga Vetenskapsakademien.
Östen Dahl är son till geografen Sven Dahl och genealogen Olga Dahl samt bror till socialantropologen Gudrun Dahl och sonson till pomologen Carl G Dahl. Han är sedan 1968 gift med författaren Elena Dahl.